# Agència d'Inversió i Desenvolupament de Letònia
L'agència d'Inversió i Desenvolupament de Letònia (LIAA) és una agència del govern de Letònia, amb seu a Riga, encarregada de promoure el desenvolupament de negocis al país, en facilitar el creixement de la inversió estrangera i augmentar la competitivitat dels empresaris letons als mercats nacionals i estrangers. LIAA també administra els Fons estructurals de la Unió Europea per a fomentar l'activitat empresarial i la formació de noves empreses. L'agència està supervisada pel Ministeri d'Economia de Letònia.

## Història
L'agència es va fundar el 7 de setembre de 1993, pel Ministeri d'Economia de Letònia. Va ser originàriament coneguda com l'«Agència de Desenvolupament de Letònia», però es va reorganitzar en l'Agència d'Inversió i Desenvolupament de Letònia (en letó:Latvijas investīciju un attīstības aģentūra) el 2004. A les últimes dues dècades el nombre d'empleats a LIAA ha crescut de 10 a més de 200.